# 谷尾崎梅林公園
谷尾崎梅林公園（たにおざきばいりんこうえん）は熊本県熊本市西区谷尾崎町にある公園である。中には様々な梅などがあり、花の時期になると人々のにぎわいを見せる。
谷尾崎川はこの公園の東側を流れている。

## ゆかりのある人物
- 宮本武蔵

## 周辺の主な山
- 三淵山(285m)

## 近隣の河川
- 井芹川
  - 谷尾崎川